# Parti antisioniste
Pour les articles homonymes, voir PAS.
Le Parti antisioniste (abrégé en PAS, pour Parti anti sioniste) est un parti politique français fondé par Yahia Gouasmi en 2009 et dissout en 2019.

## Historique
Le Parti antisioniste est une émanation du centre Zahra, une organisation musulmane chiite située à Grande-Synthe (près de Dunkerque), idéologiquement proche du régime iranien et du Hezbollah libanais.
La création de ce parti fait suite à l’opération Plomb durci menée par Israël sur Gaza. Ces événements impulsent alors une nouvelle dynamique politique : le Parti Antisioniste décide de présenter des candidats aux élections européennes. 
À noter aux élections européennes précédentes de 2004, la présence en Île-de-France d’une liste pro-palestinienne (et donc en rapport avec l’antisionisme) Europalestine. L’humoriste Dieudonné (déjà colistier d'Europalestine en 2004), l'écrivain Alain Soral, l'historienne María Poumier, l'écologiste Ginette Hess-Skandrani et d'autres personnalités rejoignent alors la « liste antisioniste », mais la plupart des membres qui figurent sur celle-ci n'ont aucun lien avec le PAS, si ce n’est l’engagement dans le combat antisioniste.
En 2013, une polémique éclate au sujet du financement de la liste antisioniste de 2009 à la suite des propos tenus en mars par Alain Soral : « Si on a pu faire la liste antisioniste qui a coûté 3 millions d’euros, c’est parce qu’on a eu l’argent des Iraniens »,,,,,. Ahmed Moualek, autre membre de la liste, s’indigne de ne pas avoir été informé de l’origine des fonds, ni de leur montant. Alain Soral rectifie ses propos en évoquant seulement 300 000 euros provenant « de la communauté chiite française, dont le leader Yahia Gouasmi, président du Parti antisioniste ». Marc George, directeur de campagne de la liste, confirme le montant mais précise : « Je n’ai pas la liste des donateurs, mais à ma connaissance, il n’y a pas eu de don franco-iranien. Il y avait des Français d’origine étrangère parce que la liste a eu beaucoup de succès chez les musulmans. Il y a eu des dons maghrébins, mais pas iraniens. Yahia Gouasmi est algérien d’origine ». Pourtant, selon le site Article11, « la liste antisioniste n’a [...] déclaré à la Commission nationale des comptes de campagne et des financements politiques que les sommes – mirifiques – de 6 691 euros de dépenses et 6 922 euros de recettes (dont 5 796 euros de dons) ».

### Demandes de dissolution

#### 2009
À l’issue des élections européennes de 2009, certains politiques, dont 3 députés de la droite parlementaire de Seine-Saint-Denis : Éric Raoult, Patrice Calméjane et Gérard Gaudron, demandent la dissolution du parti, demande qui n'aboutit pas[réf. nécessaire].

#### 2019
Le mercredi 20 mars 2019 en conseil des ministres, le ministre de l'Intérieur Christophe Castaner demande la dissolution de quatre associations prêchant le djihad armé dont le Parti antisioniste. Selon Benjamin Griveaux, porte-parole du gouvernement : « ce sont des associations ouvertement antisémites et dangereuses ».

## Résultats électoraux

### Élections européennes de 2009
Aux élections européennes de 2009, Dieudonné mène cette liste initiée par le Parti antisioniste en Île-de-France, en compagnie notamment d'Alain Soral du mouvement Égalité et Réconciliation et d'anciennes ou d'anciens militants négationnistes, du Front national, royalistes ou nationalistes comme : Maria Poumier, Ahmed Moualek, Michael Guérin, Charles-Alban Schepens, Emmanuelle Gili, Antoine Mellies... C'est Marc George (d'Égalité et Réconciliation) qui mène la campagne aux élections européennes du parti antisioniste en 2009. Sur plusieurs marchés des quartiers populaires de la région parisienne, les colistiers « se sont fait siffler et traiter de « fachos » » [source insuffisante].
La liste recueille 1,30 % des voix en Île-de-France.
À Garges-lès-Gonesse, dans le Val-d'Oise, la liste obtient son meilleur résultat avec un record de voix de 6,03 % des suffrages exprimés, contre 10,75 % pour la liste Europalestine en 2004,,,,.

### Élections législatives de 2012
Le PAS présente quatre candidats pour les élections législatives de 2012 :
- l'humoriste Dieudonné dans la circonscription de Dreux[20],[21],[22] (1,14 %).
- un candidat dans la treizième circonscription du Nord (0,61 %).
- Farah Gouasmi[23][source insuffisante] dans la huitième circonscription du Nord (0,72 %).
- ainsi qu'un candidat dans la quatorzième circonscription du Rhône[24] (1,65 %).